# Czyż (herb szlachecki)
Czyż (Kościesza odmienna III) – polski herb szlachecki z nobilitacji, odmiana herbu Kościesza.

## Opis herbu
W polu czerwonym rogacina rozdarta i podwójnie przekrzyżowana, złota.
Labry czerwone, podbite złotem.

## Najwcześniejsze wzmianki
Nadany Marcinowi Konstantynowiczowi Czyżowi, dworzaninowi królewskiemu z Litwy 8 czerwca 1533.

## Herbowni
Czyż.